# Billy Papke
William Herman Papke (Spring Valley, 17 de setembro de 1886 - Newport Beach, 26 de novembro de 1936) foi um pugilista americano, campeão mundial dos pesos-médios em 1908.

## Biografia
Billy Papke começou a lutar boxe em 1906, aos 20 anos. Era um lutador forte e durão, tendo se mantido invicto durante 27 lutas, até seu primeiro encontro com Stanley Ketchel, que aconteceu em 1908.
Colocando seu título mundial dos pesos-médios em disputa, Ketchel venceu esse combate contra Papke, em uma decisão nos pontos, após 10 assaltos de combate. Três meses mais tarde, porém, em um novo encontro entre os dois, o resultado não tornou a se repetir. Papke nocauteou Ketchel no 12º assalto e, assim sendo, tornou-se o novo campeão mundial dos pesos-médios.
Uma nova revanche sucedeu-se dois meses mais tarde, ainda em 1908, quando Ketchel conseguiu reaver seu título, depois de nocautear Papke no 11º assalto da luta. Por fim, já em 1909, os dois lutadores voltaram a se enfrentar uma última vez, em uma luta que chegou ao término de seus 20 assaltos. Ketchel venceu nos pontos, em uma decisão unânime.
Após o assassinato de Ketchel, em 1910, Papke passou a reivindicar para si o título de novo campeão dos pesos-médios. Entretanto, logo começaram a surgir vários outros lutadores que também passaram a se declarar como os legítimos campeões mundiais, dentre os quais se destacavam mais intensamente Georges Carpentier e Frank Klaus.
Os revéses seguidos de Papke contra Cyclone Johnny Thompson e Frank Mantell então serviram para dar maior validade à disputa pelo título vago dos médios, que somente começou a se definir a partir de 1912, quando Carpentier e Klaus se enfretaram diretamente em um combate que terminou com a vitória de Klaus.
Com sua credibilidade extremamente abalada, Papke decidiu enfrentar nos ringues Carpentier e Klaus, no intuito de provar de uma vez por todas que era o verdadeiro merecedor de ostentar o título de campeão mundial. Inicialmente, Papke obteve uma importante vitória contra Georges Carpentier, porém, em seguida veio a trágica derrota para Klaus, que pôs um fim definitivo às pretensões de Papke.
Após a luta contra Klaus, a carreira de Papke entrou em um vertiginoso abismo. Lutando de forma mais esporádica, e acumulando derrotas atrás de derrotas, Papke decidiu abandonar os ringues definitivamente em 1919.
Sua vida terminou de forma trágica, assim como a de seu arqui-rival Ketchel, visto que em 1936, Papke assassinou sua esposa e depois cometeu suicídio.
Em 2001, Billy Papke juntou-se à galeria dos boxeadores imortalizados no International Boxing Hall of Fame.